# Russelia equisetiformis
Espèce
Classification phylogénétique
Russelia equisetiformis, plus communément appelée plante corail, est une espèce de plantes à fleurs de la famille des Plantaginacées. C'est un sous-arbrisseau pleureur, à feuillage persistant. Son aire de répartition naturelle s’étend du Mexique au Guatemala et il fut naturalisé à la suite de son utilisation ornementale dans plusieurs régions du globe. Il présente de petites feuilles étroites et des inflorescences rouge vif. 

## Étymologie
Le nom de l'espèce provient du genre Equisetum, les feuilles de la plante corail ressemblant fortement à celles des prêles. Le nom du genre, quant à lui, provient du naturaliste écossais Alexander Russell (1715-1768) et a été attribué par le scientifique néerlandais Baron Nikolaus von Jacquin (1727-1817).

## Description
Russelia equisetiformis est un buisson dense de fines branches presque aphylles, qui s’élancent puis retombent sur un mètre environ en tous sens. La base des tiges porte quelques petites feuilles étroites et sans pétioles, qui se réduisent à de simples écailles au fur et à mesure que les tiges s’allongent. L’aspect de la plante s’apparente à celui de la prêle ou du jonc, d’où ses deux qualificatifs latins equisetiformis ou juncae. Les tiges souples se ramifient à leur extrémité pour produire une floraison abondante, bien mise en valeur par la finesse de la ramure. Les fleurs allongées sont d’un ton rouge vif, elles sont tubulaires sur 3 cm et se terminent par cinq petits lobes arrondis.

## Description botanique

### Appareil végétatif
Arbuste pleureur fortement ramifié dont la tige présente des nervures angulaires. Les feuilles sont verticillées ou opposées et relativement petites, souvent réduites à des écailles à l’extrémité des tiges. L’arbuste fait environ 1,5 m de haut et les feuilles sont simples, disposées en spirales de 5 à 8. Le limbe foliaire est généralement réduit à l’échelle linéaire mais peut parfois être légèrement ovale à elliptique, de 1 à 2,5 cm de long, et la floraison se déroule tout au long de l’année.

### Appareil reproducteur
Les inflorescences sont paniculées, présentent 1 à 4 fleurs bien voyantes, et le pédoncule ne dispose pas de bractéoles. Le calice est plutôt petit et profondément 5-partite presque jusqu’à la base, et les lobes sont lancéolés à ovales. La corolle est tubulaire à pétales soudés et rouge vif, et le tube plutôt long s’élargit vers l'apex. Le limbe de la corolle est petit et pentalobé. Les lobes sont dressés et étendus, arrondis, et les deux postérieurs sont ceux qui sont extérieurs au bourgeon. Il y a quatre étamines incluses dans le tube de la corolle.

## Écologie
Dans la partie naturalisée de son aire de répartition, elle est principalement présente sur les bords des routes mais également dans les clairières sableuses et les plaines arides. La pollinisation par diverses espèces de papillons et de colibris est souvent observée,.

## Culture
La plante corail aime une terre plutôt riche et relativement bien drainée, ainsi qu’une exposition bien ensoleillée. Pour la culture en extérieur, elle est installée au jardin de préférence au printemps, avec une protection contre le froid les deux premiers hivers. Une fois bien implantée, Russelia equisetiformis résiste mieux aux gelées. Lorsque ses branches sont abimées par le gel, elles sont rabattues à une dizaine de centimètres au printemps. La plante corail est particulièrement mise en valeur si ses branches cascadent d’une hauteur : mur de soutènement, talus, rocaille. Le bouturage à l’étouffé se fait en été avec des rameaux de 3 à 4 nœuds, enterrés de moitié.

## Propriétés
Russelia equisetiformis montre un effet antalgique et anti-inflammatoire : l’extrait de la plante entière était utilisé traditionnellement pour soulager la douleur. Elle aurait également une action antimicrobienne, et est utilisée parfois pour la régulation du diabète.
La plante corail favorise également la repousse des cheveux. Elle est utilisée en cosmétologie.

## Statut
Originaire du Mexique et Guatemala, elle est maintenant largement cultivée dans la plupart des endroits où les conditions climatiques permettent son utilisation ornementale, principalement sous les tropiques. Elle est naturalisée ou en cours de naturalisation. Elle est actuellement surveillée mais ne présente pas la même dynamique qu’une invasive, et est même attribuée d’un cote de -2 sur l’échelle d’évaluation du risque d’invasion du PIER (Pacific Island Ecosystems at Risk).